# Zwisłoszczęk czarny
Zwisłoszczęk czarny (Malacosteus niger) – gatunek niewielkiej ryby głębinowej z rodziny wężorowatych (Stomiidae), osiągającej przeciętnie 15–20 cm długości, odznaczającej się rzadką wśród zwierząt zdolnością do czerwonej bioluminescencji. W przeciwieństwie do innych gatunków wężorowatych nie posiada wąsów, odżywia się głównie drobnymi organizmami planktonowymi i najprawdopodobniej nie odbywa migracji pionowych w cyklu dobowym. Nie ma znaczenia gospodarczego.
Ryba ta spotykana jest we wszystkich oceanach strefy tropikalnej i subtropikalnej (w strefie pomiędzy równoleżnikami 66°N–34°S), na głębokościach 500–3886 m p.p.m.. Nie jest znana z Morza Śródziemnego. Christopher P. Kenaley wyodrębniając gatunek M. australis z M. niger zaproponował, że na południe od 30°S M. niger jest zastępowany przez M. australis.

## Historia badań i taksonomia

Kladogram rodziny Stomiidae, według Finka (1985). a-d to alternatywne kladogramy dla grupy Malacosteus–Pachystomias–Aristostomias–Photostomias. Na czerwono wyróżniono rodzaje posiadające zdolność czerwonej bioluminescencji

Schematyczny rysunek przedstawiający M. niger. Na czerwono zaznaczono fotofor dodatkowy (AO), na niebiesko zaoczodołowy (PO). Fotofor podoczodołowy niewidoczny

Gatunek i rodzaj opisał William Orville Ayres w 1848 roku na podstawie pojedynczego okazu złowionego w zachodnim Atlantyku na południowy wschód od Nowej Szkocji (42°N, 50°W). Okaz ten został przekazany pannie L. Felt z Bostonu przez kapitana Josepha R. Portera z St. Stephens w Nowym Brunszwiku, który złowił go w drodze z Liverpoolu do Bostonu. Holotyp został zdeponowany w Boston Society of Natural History i najprawdopodobniej zaginął.
Kolejny opis ukazał się w 1878 roku, gdy Albert C. L. G. Günther przedstawił doniesienie o rybie złowionej na Filipinach podczas ekspedycji statku badawczego HMS „Challenger” 1872-1876. Günther uznał, że jest to nowy gatunek Malacosteus indicus. W 1888 roku Léon Vaillant opisał trzeci gatunek tego  rodzaju, M. choristodactylus, w oparciu o trzy osobniki złowione podczas rejsu statku Talisman na północnym Atlantyku, u wybrzeży Maroka. W 1899 roku Alfred William Alcock, w oparciu o kolekcję okazów złowionych w Morzu Andamańskim, podważył status M. indicus i M. choristodactylus. Erich Zugmayer w 1911 roku w swojej pracy uznał, że są to synonimy M. niger. Do tego samego wniosku doszli Parr (1927), Regan i Trewavas (1930) i Morrow (1964). Regan i Trewavas opisali ponadto nowy gatunek M. danae na podstawie okazów pozyskanych przez ekspedycję R/V Dana w Zatoce Panamskiej. Dopiero w 2005 roku Kenaley uznał, że opisane różnice między M. niger a M. danae w rzeczywistości są wyrazem dymorfizmu płciowego.
Anatomia Malacosteus była badana m.in. przez Brauera (1908) i Nusbauma-Hilarowicza (1920).
Malacosteus niger jest zaliczany do rodziny wężorowatych (Stomiidae sensu Fink, 1985) i podrodziny Malacosteinae bądź jako gatunek typowy w rodzinie Malacosteidae (sensu Morrow, 1964 i Harold, 2003). Najbliżej spokrewnionymi rodzajami są Aristostomias (zaliczany razem z Malacosteus do Malacosteinae) oraz Photostomias i Pachystomias. Do rodzaju Malacosteus zalicza się obecnie dwa gatunki: M. niger i M. australis. Gatunek M. indicus na ogół uznawany jest obecnie za młodszy synonim M. niger.

## Charakterystyka
Głowa zwierzęcia jest tępo zakończona, bez wąsów. W przedniej części głowy znajduje się parzyste, okrągłe nozdrze. Kości podniebienia pozbawione zębów, brak też zębów lemieszowych. Grzbietowoprzednia krawędź mózgoczaszki lekko wklęsła. Otwierające się szeroko szczęki zawierają liczne, ostre zęby. Brak błony międzyżuchwowej (intramandibular membrane), zatem dno jamy gębowej jest niezamknięte skórą (tak jak u Aristostomias i Photostomias) i niejasne jest, w jaki sposób ryba połyka mniejszą zdobycz. Blisko czubka głowy umieszczone są duże oczy. Malacosteus posiada na głowie trzy parzyste narządy świetlne oraz duży dodatkowy fotofor (AO) przecinkowaty albo łezkowaty, położony wzdłuż tylnodolnej krawędzi oczodołu, zbliżony rozmiarami do oczodołu u większych (powyżej 50 mm długości) osobników. Fotofor ten ma średnicę od 4,2 do 7,6% długości ciała ryby. U dużych osobników (>10 cm długości) świeżo po złowieniu ma czekoladowobrązową barwę i nie odznacza się na tle aksamitnoczarnej skóry głowy ryby; u małych okazów jest lepiej widoczny, jaśniejszy z czerwonawym odcieniem. Okrągławe, świecące na jasnoniebieski kolor fotofory zaoczodołowe (postorbital photophores, PO; typowe dla wszystkich przedstawicieli rodziny) znajdują się do tyłu od AO. PO jest okrągławy i znacznie mniejszy, biały, mleczny lub bladozielony i zazwyczaj zarówno u świeżo złowionych jak i spreparowanych okazów, zrotowany jest do wewnątrz tak, że jego barwa jest niewidoczna. Podobnie może być zrotowany zaoczodołowy narząd świetlny u Pachystomias i Aristostomias, jednak nieznany jest żaden mechanizm anatomiczny jego zamykania czy odwracania. Oba fotofory unerwione są przez gałązki V nerwu czaszkowego. Narząd świetlny podoczodołowy, suborbital photophore (SO) bardzo mały, okrągły, przy tylnodolnej krawędzi oczodołu, w małej kieszonce. Niekiedy fotofor dodatkowy jest błędnie traktowany jako fotofor podoczodołowy. Mniejsze fotofory i niezorganizowane skupiska bioluminescencyjnej tkanki rozsiane są na skórze głowy i ciała ryby. Brzusznooczne i pokrywowe fotofory wytwarzają u świeżo złowionych ryb niebieskawą poświatę.
Ryba ta nie posiada łusek; świeżo po złowieniu ma jednolicie czarną barwę, po dłuższym przechowywaniu nabiera ciemnobrązowego odcienia. Długość standardowa (SL) osobników tego gatunku wynosi 15–20 cm, maksymalnie 25,6 cm. Płetwa piersiowa ma 2–6 promieni, płetwa grzbietowa 17–21, odbytowa 18–24. Kręgosłup ryby składa się z 47–51 kręgów.
U M. niger występuje dyskretny dymorfizm płciowy, wyrażony głównie rozmiarem fotoforu zaoczodołowego. Uważa się, że ewolucja dymorfizmu PO jest przykładem wypadkowego wpływu dwóch przeciwstawnych czynników: selekcji płciowej "dobrych" genów warunkujących większy rozmiar narządu i selekcji naturalnej, ograniczającej jego wielkość (koszt energetyczny wytwarzania bioluminescencji jest znaczny i ograniczający).

## Ekologia

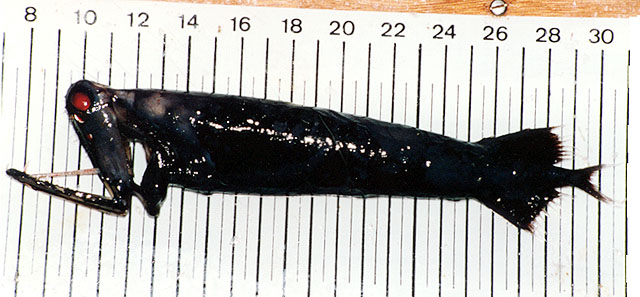
Okaz M. niger złowiony u wybrzeży Nowej Fundlandii na głębokości około 500 m

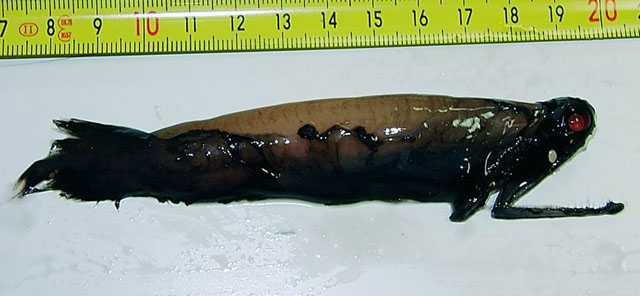
Mierzący 12 cm okaz ryby złowiony w 2002 roku u wybrzeży Nowej Fundlandii.

Wężorowate znane są z tego, że mogą połknąć zdobycz porównywalnej z nimi samymi wielkości. Dawniej uważano, że Malacosteus nie jest tu wyjątkiem, zwłaszcza, że paszcza tej ryby jest relatywnie jedną z największych w tej rodzinie. Rzekomo oprócz dużych szczęk przystosowaniem do pożerania dużej zdobyczy miałyby być nieskostniałe kręgi bliższego odcinka kręgosłupa. Malacosteus faktycznie odżywia się także innymi rybami, jednak szeroko zakrojone badania nad zawartością żołądków złowionych ryb wykazały, że zawierają one głównie widłonogi wchodzące w skład zooplanktonu. Nie posiada jednak typowych cech charakteryzujących ryby planktonożerne, zwykle mające mniejszy otwór gębowy i liczne wyrostki filtracyjne skrzeli. Sutton i wsp. (2005) przedyskutowali możliwe wytłumaczenia tego faktu. Zaproponowano, że Malacosteus jest wysoko wyspecjalizowanym i odrębnym przedstawicielem Stomiidae, o odmiennej, niż inni przedstawiciele rodziny ekologii: prawdopodobnie ryby tego gatunku odżywiają się widłonogami wykrywanymi przez nie dzięki czerwonej bioluminescencji w promieniu ok. 2 m w długich okresach oddzielających stosunkowo rzadkie spotkania z większymi organizmami, które również pożera. W przypadku ryb głębinowych opisywano zjawisko, że obserwowana zawartość żołądka trafiała do niego po ich złapaniu w sieci: były one stłoczone z potencjalną zdobyczą i aktywnie bądź odruchowo pożerały organizmy niestanowiące elementu ich typowego pożywienia. Dla M. niger wykluczono tę możliwość; dowodem był fakt, że widłonogi w przewodzie pokarmowym w większości (84%) przypadków wykazywały oznaki nadtrawienia, ponadto, większość ryb tego gatunku szybko ginie w sieci z powodu uwięźnięcia zębów w okach sieci i spowodowanego tym śmiertelnego przemieszczenia dogłowowych kręgów kręgosłupa, co zmniejsza prawdopodobieństwo pożerania przypadkowej zdobyczy.
Wydaje się, że w przeciwieństwie do innych przedstawicieli rodziny, Malacosteus nie odbywa wędrówek w rytmie dobowym w płytsze wody nocą i głębsze w dzień.

### Rozród
Wydaje się, że populacja Malacosteus podlega bardziej zasadom selekcji K niż r w modelu selekcji r/K. Ryby mają przypuszczalnie niewielką w porównaniu z innymi gatunkami liczbę potomstwa, ponieważ nisza ekologiczna, którą zajmują jest stabilna i zawsze bliska swojej maksymalnej pojemności. Szacowany minimalny czas podwojenia populacji wynosi 1,4-4,4 roku.

## Fizjologia

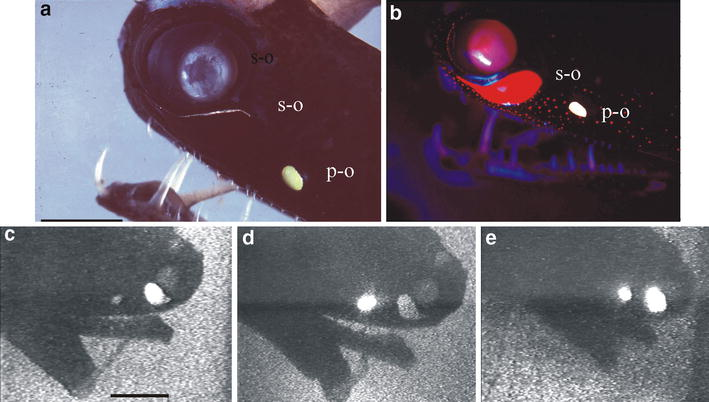
A i B – zdjęcia świeżo złowionego, martwego osobnika M. niger. Zaznaczono fotofor dodatkowy (tu jako podoczodołowy, s-o) i zaoczodołowy (p-o). Na zdjęciu B wzbudzono bioluminescencję promieniowaniem ultrafioletowym. Dolny panel i zdjęcia C-E pokazują sekwencję błysków generowanych przez fotofory, zapisaną przy użyciu kamery ISIT.

Wykres przedstawiający widmo bioluminescencji fotoforów M. niger: PO oznacza fotofor podoczodołowy, AO fotofor dodatkowy, AOc rdzeń fotoforu dodatkowego, po zdjęciu filtrującej membrany osłaniającej narząd. Według Herringa i Cope

Ryby żyjące na niewielkich głębokościach widzą prawdopodobnie w szerokim zakresie fal, od 320 do 850 nm (większość pasma światła widzialnego). Ryby głębinowe, żyjące na głębokościach powyżej 1000 m, wykształciły fizjologiczno-anatomiczne przystosowania pozwalające im odbierać wrażenia wzrokowe pochodzące z dwóch źródeł: resztkowego promieniowania słonecznego dochodzącego w sprzyjających warunkach na te głębokości, oraz promieniowania emitowanego przez narządy świetlne, własne i innych organizmów. Wiadomo, że promieniowanie słoneczne po przejściu przez 1000 metrów wody oceanicznej składa się głównie z wąskiego pasma 460–490 nm (kolor niebieski). Promieniowanie emitowane przez fotofory około 80% stworzeń żyjących w tej strefie oceanu ma szczytowe wartości w zbliżonym zakresie. Zdecydowana większość ryb głębinowych posiada zatem barwniki światłoczułe o maksymalnym współczynniku absorpcji w zakresie 470–492 nm.
Większość organizmów morskich wytwarza błękitną bioluminescencję. Zdolność do czerwonej bioluminescencji jest niezwykle rzadka w świecie zwierząt: posiadają ją trzy rodzaje ryb (Malacosteus, Aristostomias i Pachystomias) oraz chrząszcz Phrixothrix. Pojedyncze opisy czerwonej bioluminescencji wytwarzanej przez Stomias brevibarbatus nie zostały udokumentowane ani potwierdzone. Czerwone światło emitowane przez fotofory Malacosteus, z maksimum emisji przy długości fali 705 nm, nie jest widoczne dla większości zwierząt morskich; jest też ledwo dostrzegalne przez człowieka. Czerwone fotofory tych ryb odznaczają się dużą wielkością, co sugeruje, że mogą im one służyć do oświetlania zdobyczy bądź porozumiewania się z osobnikami tego samego gatunku. Uważa się, że Malacosteus niger może, w przeciwieństwie do innych głębinowych organizmów, absorbować i widzieć czerwone światło emitowane przez własne fotofory. Narząd świetlny Malacosteus różni się budową od fotoforów Aristostomias i Pachystomias: sam narząd emituje promieniowanie świetlne o szerokim paśmie, które następnie jest filtrowane przez specjalną zewnętrzną warstwę pokrywającą fotofor. Gdy usunie się tę czekoladowobrązowej barwy błonę, pasmo wzbudzonego promieniowania rozszerza się w stronę fal o mniejszej długości. Wzbudzenie bioluminescencji z fotoforu ultrafioletem daje fluorescencję o maksimum emisji około 710 nm; po zdjęciu zewnętrznej filtrującej błony maksimum wynosi około 650 nm. Fotofory u Aristostomias i Pachystomias nie posiadają takiego filtra. Wszystkie trzy gatunki mają natomiast w warstwie emitującej światło specjalne fluoryzujące na czerwono białko. Pierwsze badania wskazywały, że chromofor ten jest podobny do fikobilin, jednak dalsze prace postawiły pod znakiem zapytania biliproteinową naturę tego białka. Sugerowano, że może to być białko zbliżone budową do GFP, ale jak dotąd próby uzyskania biblioteki cDNA z fotoforów ryby były bezskuteczne. Podobnie nie zidentyfikowano czerwonego chromoforu u Aristostomias i Pachystomias.
"Prawdziwe", uwstecznione fotofory podoczodołowe (SO) emitują promieniowanie niebieskozielone o maksimum emisji 480–500 nm.
Odrębnym zagadnieniem jest zdolność widzenia przez te ryby światła tej barwy. Wykazano, że Malacosteus niger ma w siatkówce tylko dwa typy barwników światłoczułych, absorbujących światło w rejonie widma promieniowania słonecznego z największym współczynnikiem absorpcji λmax dla fal długości 520 i 540 nm. M. niger nie różni się pod tym względem od innych ryb, pozbawionych zdolności widzenia czerwonego światła. Tak jak one, Malacosteus ma jeden gen dla opsyny, kodujący białko wchodzące w skład dwóch barwników odpowiedzialnych za opisane długości fal, i nie stwierdzono u niego innych genów które mogłyby kodować białka nieznanych, światłoczułych barwników czułych na fale o długości większej niż 550 nm, występujących u innych gatunków wężorowatych emitujących czerwone światło. W ekstraktach siatkówki ryby zidentyfikowano natomiast dodatkowe, nieoparte o opsynę barwniki, kompensujące skrócenie pasma: są to głównie defarnezylowane i pozbawione kationów metali pochodne bakteriochlorofili b i c, takich same jak te znajdywane w morskich mikroorganizmach (np. Chlorobium sp.) będących pokarmem widłonogów, stanowiących z kolei istotny element pokarmu ryby. Związki te działają jak fotouczulacze, absorbując energię niesioną przez fale w zakresie barwy czerwonej i przekazując ją następnie na barwniki wzrokowe, zazwyczaj czułe na barwę niebieskozieloną. Nieznany jest jednak ani mechanizm włączania cząsteczek pozyskanego z pokarmem bakteriochlorofilu do komórek siatkówki ryby, ani mechanizmu "odwrotnej fluorescencji" ("reverse fluorescence") w którym fotouczulający bakteriochlorofil przekształca niskoenergetyczne fotony czerwonej części widma na wysokoenergetyczne fotony niebieskiej części widma.
Dodatkowymi przystosowaniami są charakterystyczne też dla innych wężorowatych żółte soczewki oczu, o szczytowej absorpcji fal długości 425 i 460 nm. Oznacza to, że oprócz wysokiej czułości siatkówki na długie fale świetlne, zredukowana jest czułość wobec dominującego zakresu fal krótkich, co poprawia ostrość widzenia i kontrast obrazu. Malacosteus posiada też pigmentowaną, szkarłatnoczerwoną błonę odblaskową (tapetum lucidum) w oku.
Zdolność do emisji i widzenia czerwonego światła zapewnia trzem opisanym rodzajom wężorowatych przewagę nad innymi drapieżnikami, których bioluminescencja może być widziana przez potencjalną zdobycz i przez to mniej skuteczna, oraz nad większością organizmów stanowiących pokarm dla tych ryb. U jednej z ryb świetlikowatych, Bolinichthys longipes, opisano jednak w siatkówce obecność barwnika o podobnym widmie absorpcji do tego u Malacosteus. Wydaje się zatem, że przynajmniej ten jeden gatunek ryby rozwinął zdolność widzenia czerwonej bioluminescencji bez zdolności wytwarzania takowej, co najpewniej umożliwia mu ucieczkę przed polującymi wężorowatymi.